# Río Golo
El río Golo es el mayor río de la isla de Córcega (Francia). Nace a unos 2000 m s. n. m., en el macizo de Paglia Orba. Desemboca en el mar Tirreno, al sur del Étang de Biguglia. Su longitud es de 89,60 km.
Su recorrido se desarrolla en el departamento de Alta Córcega. Entre 1793 y 1811 llevó ese nombre un departamento contérmino del actual. No atraviesa grandes poblaciones, destacando Calacuccia. El aeropuerto de Bastia-Poretta se encuentra próximo a su desembocadura.
Pasa por las gargantas de Scala Santa Régina. Hay un embalse en Calacuccia. Por su valle discurre el ferrocarril.
- Datos: Q649519
- Multimedia: Golo / Q649519